# Märta Torén
Märta Torén (Stoccolma, 21 maggio 1925 – Stoccolma, 19 febbraio 1957) è stata un'attrice svedese.
Il suo cognome è stato ispiratore del nome d'arte di Sophia Loren

## Biografia
La sua carriera artistica iniziò in patria dove partecipò, non accreditata, a diversi film. Nel 1946 partì alla volta di Hollywood con un contratto con la Universal; ottenne un notevole successo, dovuto alla bravura e alla bellezza nordica. 
Nel 1953 si trasferì in Italia, dove interpretò numerosi film, alcuni di grande livello. Tra le sue interpretazioni, da ricordare il ruolo di Maddalena nell'omonimo film diretto nel 1953 da Augusto Genina. Dal 1952 fino alla sua morte fu sposata con lo sceneggiatore Leonardo Bercovici.
Morì a 31 anni nel 1957, a causa di un'emorragia cerebrale.

## Filmografia

Märta Torén sul set del film Maddalena di Augusto Genina (1953)

- Rospiggar, regia di Schamyl Bauman (1942) (non accreditata)
- Ombyte av tåg, regia di Hasse Ekman (1943) (non accreditata)
- Eviga länkar, regia di Rune Carlsten (1946) (non accreditata)
- Casbah, regia di John Berry (1948)
- La legione dei condannati (Rogues' Regiment), regia di Robert Florey (1948)
- Trafficanti di uomini (Illegal Entry), regia di Frederick de Cordova (1949)
- Spada nel deserto (Sword in the Desert), regia di George Sherman (1949)
- Appuntamento con la morte (One Way Street), regia di Hugo Fregonese (1950)
- K2 - Operazione controspionaggio (Spy Hunt), regia di George Sherman (1950)
- Il deportato (Deported), regia di Robert Siodmak (1950)
- Il sottomarino fantasma (Mystery Submarine), regia di Douglas Sirk (1950)
- Damasco '25 (Sirocco), regia di Curtis Bernhardt (1951)
- Destinazione Budapest (Assignment – Paris!), regia di Robert Parrish (1952)
- Illusione (The Man Who Watched the Trains Go By), regia di Harold French (1952)
- Puccini, regia di Carmine Gallone (1953)
- Maddalena, regia di Augusto Genina (1954)
- Casa Ricordi, regia di Carmine Gallone (1954)
- L'ombra, regia di Giorgio Bianchi (1954)
- La vena d'oro, regia di Mauro Bolognini (1955)
- Tormento d'amore, regia di Claudio Gora, Leonardo Bercovici (1956)
- L'ultima notte d'amore (La puerta abierta), regia di César Ardavín (1957)

## Doppiatrici italiane

Märta Torén con Lydia Simoneschi, sua doppiatrice italiana ufficiale (1952)

- Lydia Simoneschi in: La vena d'oro, Spada nel deserto, Il sottomarino fantasma, Appuntamento con la morte, Il deportato, L'ombra, Tormento d'amore, Illusione, Destinazione Budapest, K2 - Operazione controspionaggio
- Dhia Cristiani in: Damasco '25, La legione dei condannati, I trafficanti di uomini
- Andreina Pagnani in: Puccini, Maddalena, Casa Ricordi

La doppiatrice ufficiale di Märta Torén era Lydia Simoneschi. Il sodalizio non fu però sempre saldo: nei film Damasco '25, La legione dei condannati e I trafficanti di uomini la Torén venne infatti doppiata da Dhia Cristiani, la cui impostazione vocale era vagamente simile a quella della Simoneschi; nel film simbolo di Märta Torén, Maddalena, viene doppiata da Andreina Pagnani, che l'aveva già doppiata in Puccini e la doppiò poi anche in Casa Ricordi.